# 阪神8701・8801・8901形電車
阪神8701・8801・8901形電車（はんしん8701・8801・8901がたでんしゃ）は、阪神電気鉄道
（阪神）が1986年に導入した優等列車用の電車で、赤胴車と呼ばれる急行系車両の形式である。4両編成の3801・3901形を改造・改番し、6両編成に組成変更した。

## 概要
1974年に西大阪線延伸用として登場した急行用車両の3801・3901形は、1977年までに4両編成3本の12両が製造されたが、1986年に第1編成の4両が脱線事故の頻発により廃車となり、6両編成での運転時に併結していた3501形の老朽廃車も開始された。1984年には6両固定編成の8000系が登場しており、本線の急行用車両は将来的に6両編成に統一される方向にあった。
第1編成4両の廃車で4両編成2本の8両が残った3801・3901形は、6両編成1本に組成変更されることとなった。3903Fの大阪方3両と3905Fの神戸方3両を組み合わせ、本線急行用として改造・改番が行われたのが8701・8801・8901形である。残る先頭車2両は、1両を電動車化の上で武庫川線専用として7890・7990形の2両編成1本に改造されている。

## 改造内容
ユニット端部となる8701の神戸方と8802の大阪方に簡易運転台が設置され、連結器は従来の棒連結器からバンドン型密着連結器に変更された。先頭車の8902の車体側にあったジャンパ栓受は撤去された。
形式変更後も性能に大きな変化はなく、制御方式も従来の抵抗制御のままである。補機類の配置にも変更はなく、電動発電機 (MG) は70kVAのCLG-346を8701・8901・8902の3両に、空気圧縮機 (CP) はDH-25Dを8701・8901に、C-2000-Mを8902に引き続き搭載した。
神戸方先頭車の8902は3906が種車であるため、大阪方先頭車の8901（旧3903）より車体長さが100mm長くなっている。
大阪方ユニットと神戸方ユニットの間に母線が引き通されたため、8802の神戸方パンタグラフが撤去された。パンタグラフ撤去跡への冷房装置の増設は行われず、8802の冷房装置搭載数は6個のままである。
内装では、客室の化粧板が8000系タイプII以降と同じベージュ系ドット模様に改装された。
本形式の改造内容は、翌1990年から実施された7001形および7801形3次車の2000系への改造時に応用のうえ採り入れられた。

## 編成構成
編成は3両ユニットを2組組み合わせた Tc-M-M'+M-M'-Tc の6両編成である。末尾奇数番号のユニットが大阪方に、偶数番号が神戸方に連結されるのは8000系と同様であるが、ユニット間は8000系とは異なり背中合わせになっていない。
形式は両端の制御車が8901形、中間電動車のうちパンタグラフを搭載している車両は8801形、パンタグラフのない車両は8701形にそれぞれ改番された。6両編成で車両番号が8000番台であるなどの8000系との類似点から、社内の乗務員の間では「ニセ8000」と呼ばれることもあった。
新旧車両番号の対応は以下のとおり。
|                 | ← 梅田元町 → | ← 梅田元町 → | ← 梅田元町 → | ← 梅田元町 → | ← 梅田元町 → | ← 梅田元町 → | 竣工          | 備考 |
| 車種            | クハ Tc      | モハ M       | モハ M'      | モハ M       | モハ M'      | クハ Tc      |               |      |
| 新番号 (旧番号) | 8901 (3903)  | 8801 (3803)  | 8701 (3804)  |              |              |              | 1986年9月24日 |      |
| 新番号 (旧番号) |              |              |              | 8802 (3805)  | 8702 (3806)  | 8902 (3906)  | 1986年8月7日  |      |

## 運用

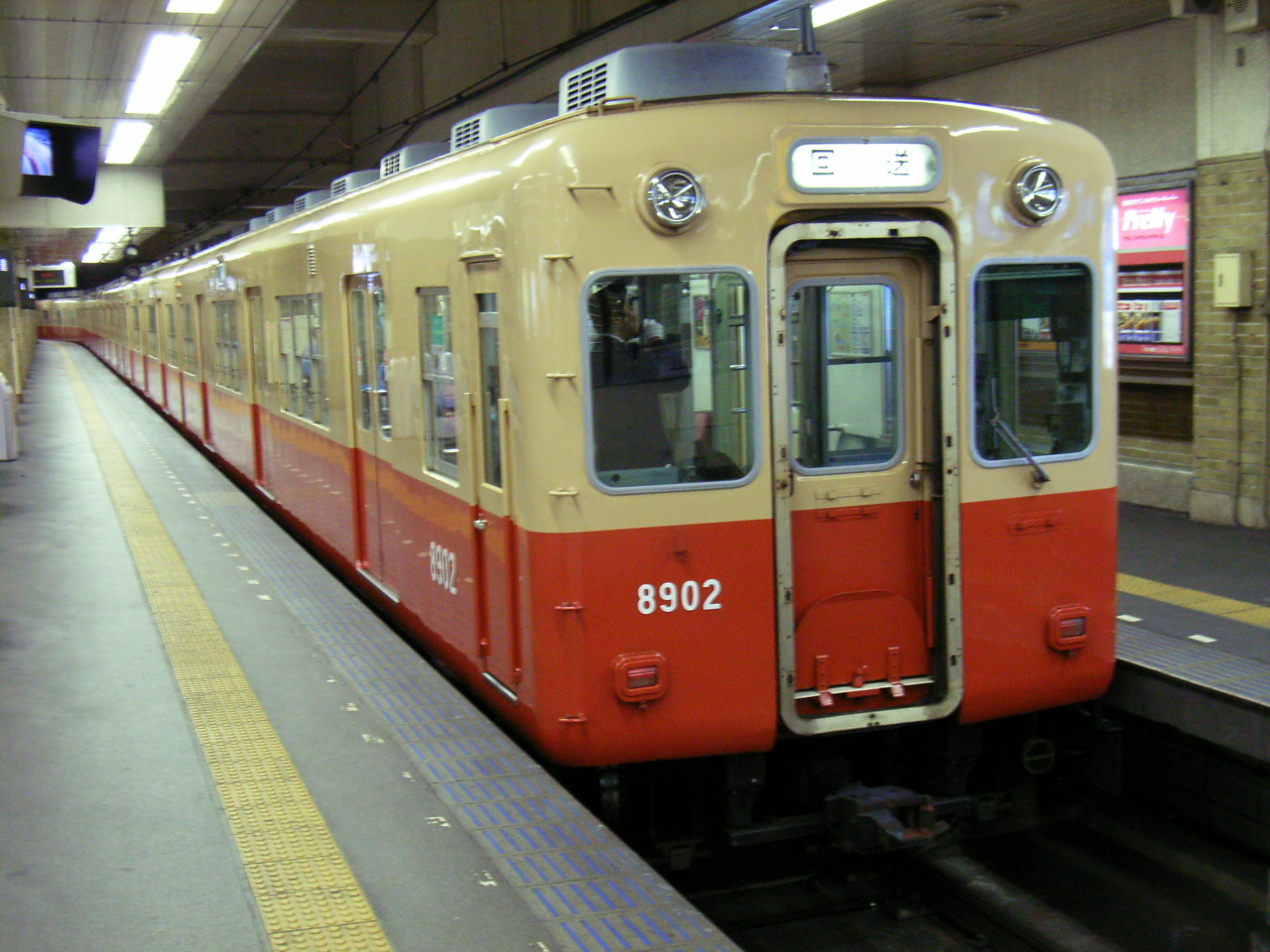
三宮（現:神戸三宮）にて

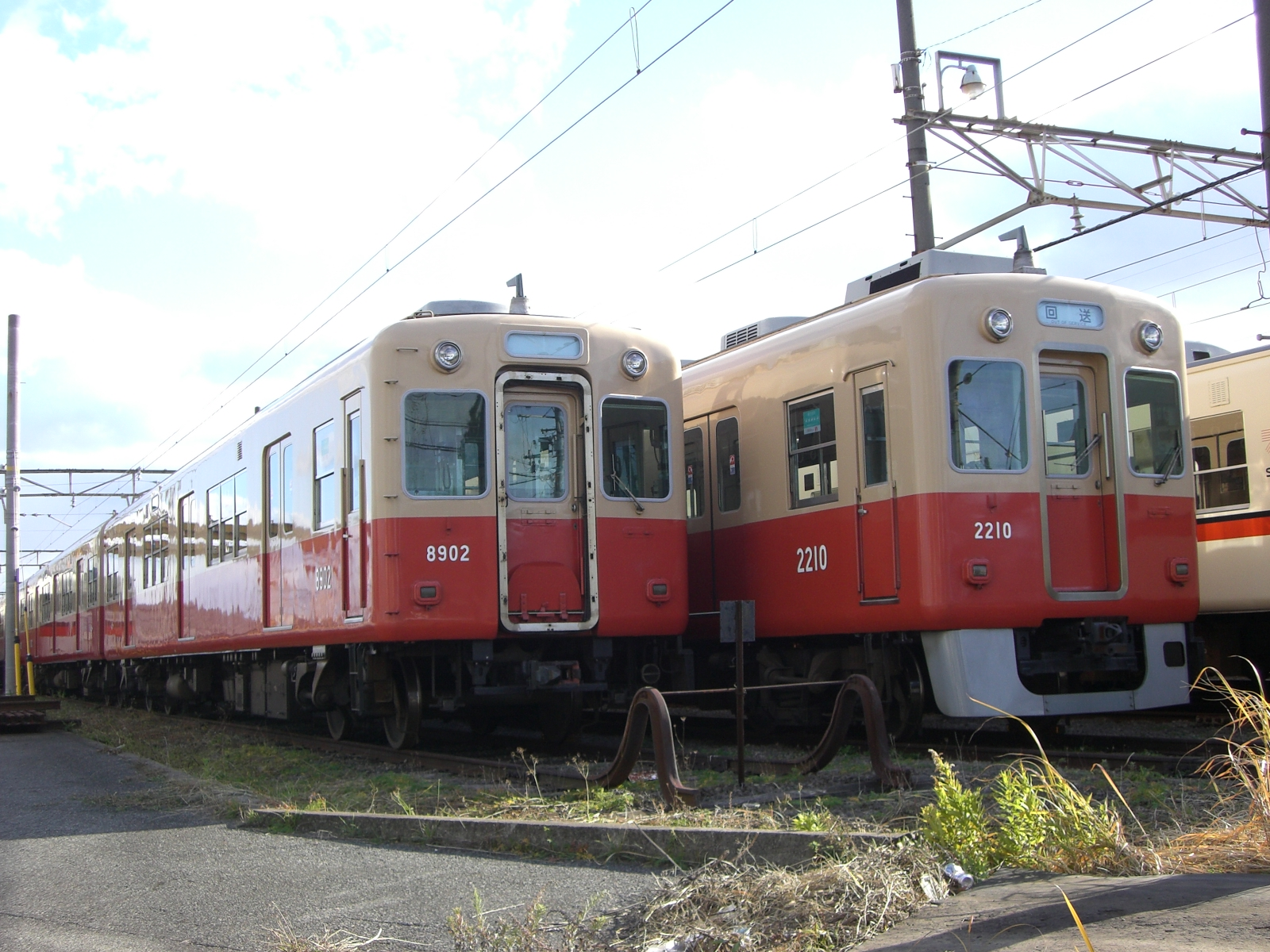
山陽電鉄東二見車庫に回送された2000系と8901形

登場は神戸方ユニットの8802 - 8702 - 8902が1986年8月7日に、大阪方ユニットの8901 - 8801 - 8701が9月24日に武庫川車両工業において竣功し、試運転後、同年秋から営業運転を開始した。8000系同様の6両貫通編成であったことから、特急や快速急行といった阪神本線の最優等列車を中心に運用された。MT比4M2Tの6両編成で主電動機出力が130kWと強力であり、加速性能は優れていた。運転士には列車ダイヤの遅れを取り戻す際に重宝されたという。
1989年には補助機器の換装と集約が行われ、整備の省力化が図られた。電動発電機 (MG) は8701からは撤去され、8901・8902ではCLG-346から出力110kVAのCLG-350-Mに換装された。空気圧縮機 (CP) は8901からは撤去され、8701ではDH-25DからC-2000-L (LA) に換装された。このほか、両先頭車床下のジャンパ栓も撤去されている。
登場当初はドアカット装置を設置しておらず、三宮駅3番線降車ホーム側の大阪方先頭車部分をドアカット出来ない制約があったため、1991年から快速急行への充当を避けていた時期があった（阪神・淡路大震災による車両不足時を除く）。1998年のドアカット装置追設による制約解消で再び快速急行にも使われるようになった。
8801形は1998年2月に運行を開始した直通特急への対応改造は実施されず、直通特急が増発された2001年3月のダイヤ改正では、朝夕ラッシュ時や甲子園行き臨時特急など阪神本線内完結の運用が多くなった。先頭連結器のバンドン式から廻り子式への換装工事も施工されていない。
2008年11月22日に阪神尼崎車庫から山陽東須磨車庫に回送後、深夜に山陽東二見車庫へ回送され、同車庫に留置された。回送時には深夜に線路閉鎖の手続きが取られ、機械扱いで走行した。
1000系の増備に伴い、8701・8801・8901形は阪神なんば線開業目前の2009年2月16日付で廃車された。改造種車の3801・3901形は西大阪線の難波延伸と近鉄乗り入れを見込んで製造されたものの、西大阪線を延伸した阪神なんば線へは乗り入れることなく解体された。

## 編成表
2006年4月1日現在。
| ← 梅田元町 → | ← 梅田元町 → | ← 梅田元町 → | ← 梅田元町 → | ← 梅田元町 → | ← 梅田元町 → | 廃車          |
| クハ Tc1     | モハ M       | モハ M'      | モハ M       | モハ M'      | クハ Tc2     |               |
| 8901         | 8801         | 8701         | 8802         | 8702         | 8902         | 2009年2月16日 |